# Parotis arachnealis
Parotis arachnealis là một loài bướm đêm trong họ Crambidae.